# Renealmia dewevrei
Renealmia dewevrei là một loài thực vật có hoa trong họ Gừng. Loài này được De Wild. & T.Durand miêu tả khoa học đầu tiên năm 1899.